# جاكبوت
جاكبوت (بالإنجليزية: Jackpot)‏ هي تجمع سكني غير مدخل ومكان مخصص التعداد (CDP) في مقاطعة إلكو في ولاية نيفادا الأمريكية. بلغ عدد سكانها 1,195 نسمة في تعداد عام 2010. تقع جاكبوت على بعد أقل من ميل واحد (1.6 كم) من الحدود مع آيداهو على طريق الولايات المتحدة 93، وكانت منذ تأسيسها وجهة شعبية لألعاب الكازينو للمقيمين في آيداهو والولايات المجاورة الأخرى.
تقع جاكبوت على بعد 47 ميلا (76 كم) إلى الجنوب من مدينة توين فولز في آيداهو، وهي مدينة يسكنها حوالي 50,000 نسمة. ورغم أنها رسميا جزء من منطقة إلكو الحضرية، إلا أنها غالبا ما تعتبر جزءا من منطقة توين فولز الكبرى. 
بالإضافة إلى الكازينوهات، فإن جاكبوت لديها مدارسها الخاصة،  وملعب للجولف،  ومكتب بريد. 
تتبع جاكبوت، قانونيا بقية نيفادا (باستثناء مدينة ويست ويندوفر) في زمن منطقة المحيط الهادئ،  ولكنها تتبع بشكل غير رسمي منطقة الجبال، إلى جانب غيرها من المدن الحدودية قرب آيداهو مثل جاربيدج، وماودنتن سيتي، وأويهي، بسبب علاقاتها الاقتصادية مع منطقة وادي ماجيك في جنوب آيداهو. وتعترف إدارة النقل وإدارة الطيران الفيدرالية في نيفادا بهذه التبعية غير الرسمية. 

## التركيبة السكانية
حدّد مكتب تعداد الولايات المتحدة بيانات التركيبة السكانية لجاكبوت في تعداد الولايات المتحدة. في ما يلي، التركيبة السكانية حسب تعدادي 2000 و2010.

### تعداد عام 2010
بلغ عدد سكان جاكبوت 1,195 نسمة بحسب تعداد عام 2010، وبلغ عدد الأسر 451 أسرة وعدد العائلات 266 عائلة مقيمة في المنطقة السكنية. في حين سجلت الكثافة السكانية 117.5 نسمة لكل كيلومتر مربع (304.3/ميل2). وبلغ عدد الوحدات السكنية 622 وحدة بمتوسط كثافة قدره 61.2 لكل كيلومتر مربع (158.5/ميل2).
وتوزع التركيب العرقي للمنطقة السكنية بنسبة 61.17% من البيض و1.09% من الأمريكيين الأفارقة و0.84% من الأمريكيين الأصليين و0.25% من الأمريكيين ذوي الأصول الآسيوية و0.25% من سكان جزر المحيط الهادئ و32.30% من الأعراق الأخرى و4.10% من عرقين مختلطين أو أكثر و55.65% من الهسبانيون أو اللاتينيون من أي عرق.
بلغ عدد الأسر 451 أسرة كانت نسبة 37.9% منها لديها أطفال تحت سن الثامنة عشر تعيش معهم، وبلغت نسبة الأزواج القاطنين مع بعضهم البعض 41.9% من أصل المجموع الكلي للأسر، ونسبة 10.4% من الأسر كان لديها معيلات من الإناث دون وجود شريك،  بينما كانت نسبة 6.7% من الأسر لديها معيلون من الذكور دون وجود شريكة وكانت نسبة 41% من غير العائلات. تألفت نسبة 36.4% من أصل جميع الأسر من عدة أفراد يعيشون في نفس المنزل ونسبة 7.5% كانت تتألف من شخص يعيش بمفرده يبلغ من العمر 65 عاماً أو أكثر. وبلغ متوسط حجم الأسرة المعيشية 2.65، أما متوسط حجم العائلات فبلغ 3.60.
بلغ العمر الوسطي للسكان 34.2 عاماً. وكانت نسبة 31.4% من القاطنين تحت سن الثامنة عشر، وكانت نسبة 7.8% بين الثامنة عشر والرابعة والعشرين عاماً، ونسبة 24.8% كانت واقعةً في الفئة العمرية ما بين الخامسة والعشرين والرابعة والأربعين عاماً، ونسبة 27.6% كانت ما بين الخامسة والأربعين والرابعة والستين، ونسبة 8.5% كانت ضمن فئة الخامسة والستين عاماً فما فوق. وتوزع التركيب الجنسي للسكان بنسبة 50.3% ذكور و49.7% إناث.

## المناخ
يظهر الجدول التالي التغييرات المناخية على مدار السنة لجاكبوت:
| البيانات المناخية لـجاكبوت                  | البيانات المناخية لـجاكبوت | البيانات المناخية لـجاكبوت | البيانات المناخية لـجاكبوت | البيانات المناخية لـجاكبوت | البيانات المناخية لـجاكبوت | البيانات المناخية لـجاكبوت | البيانات المناخية لـجاكبوت | البيانات المناخية لـجاكبوت | البيانات المناخية لـجاكبوت | البيانات المناخية لـجاكبوت | البيانات المناخية لـجاكبوت | البيانات المناخية لـجاكبوت | البيانات المناخية لـجاكبوت |
| الشهر                                       | يناير                      | فبراير                     | مارس                       | أبريل                      | مايو                       | يونيو                      | يوليو                      | أغسطس                      | سبتمبر                     | أكتوبر                     | نوفمبر                     | ديسمبر                     | المعدل السنوي              |
| ------------------------------------------- | -------------------------- | -------------------------- | -------------------------- | -------------------------- | -------------------------- | -------------------------- | -------------------------- | -------------------------- | -------------------------- | -------------------------- | -------------------------- | -------------------------- | -------------------------- |
| الدرجة القصوى °ف (°م)                       | 61 (16)                    | 68 (20)                    | 78 (26)                    | 87 (31)                    | 93 (34)                    | 96 (36)                    | 105 (41)                   | 101 (38)                   | 95 (35)                    | 86 (30)                    | 73 (23)                    | 62 (17)                    | 105 (41)                   |
| متوسط درجة الحرارة الكبرى °ف (°م)           | 37.8 (3.2)                 | 41.4 (5.2)                 | 49.2 (9.6)                 | 57.1 (13.9)                | 66.2 (19.0)                | 76.6 (24.8)                | 86.8 (30.4)                | 85.7 (29.8)                | 75.9 (24.4)                | 62.2 (16.8)                | 47.4 (8.6)                 | 37.0 (2.8)                 | 60.3 (15.7)                |
| المتوسط اليومي °ف (°م)                      | 27.0 (−2.8)                | 30.2 (−1.0)                | 37.2 (2.9)                 | 43.9 (6.6)                 | 51.7 (10.9)                | 60.6 (15.9)                | 68.9 (20.5)                | 65.9 (18.8)                | 55.8 (13.2)                | 42.7 (5.9)                 | 32.9 (0.5)                 | 25.9 (−3.4)                | 45.2 (7.3)                 |
| متوسط درجة الحرارة الصغرى °ف (°م)           | 16.2 (−8.8)                | 18.9 (−7.3)                | 25.1 (−3.8)                | 30.6 (−0.8)                | 37.1 (2.8)                 | 44.5 (6.9)                 | 51.0 (10.6)                | 46.0 (7.8)                 | 35.6 (2.0)                 | 23.2 (−4.9)                | 18.3 (−7.6)                | 14.7 (−9.6)                | 30.1 (−1.1)                |
| أدنى درجة حرارة °ف (°م)                     | −32 (−36)                  | −26 (−32)                  | −4 (−20)                   | 0 (−18)                    | 13 (−11)                   | 27 (−3)                    | 32 (0)                     | 25 (−4)                    | 8 (−13)                    | −6 (−21)                   | −18 (−28)                  | −42 (−41)                  | −42 (−41)                  |
| الهطول إنش (مم)                             | 0.56 (14)                  | 0.38 (9.7)                 | 0.68 (17)                  | 1.06 (27)                  | 1.90 (48)                  | 1.15 (29)                  | 0.42 (11)                  | 0.60 (15)                  | 0.52 (13)                  | 0.67 (17)                  | 0.66 (17)                  | 0.50 (13)                  | 9.10 (231)                 |
| متوسط تساقط الثلوج إنش (سم)                 | 6.6 (17)                   | 4.1 (10)                   | 2.7 (6.9)                  | 2.3 (5.8)                  | 0.9 (2.3)                  | 0 (0)                      | 0 (0)                      | 0 (0)                      | 0 (0)                      | 0.6 (1.5)                  | 3.6 (9.1)                  | 6.0 (15)                   | 26.8 (67.6)                |
| المصدر: The Western Regional Climate Center |                            |                            |                            |                            |                            |                            |                            |                            |                            |                            |                            |                            |                            |